# The Reckoning (film din 2020)
Răfuiala sau Blestemul vrăjitoarei (în engleză The Reckoning) este un film britanic de groază de aventură regizat de Neil Marshall după un scenariu de Neil Marshall, Charlotte Kirk și Edward Evers-Swindell. În rolurile principale au interpretat actorii Charlotte Kirk, Joe Anderson, Steven Waddington și Sean Pertwee.
A fost produs de studiourile Fourth Culture Films și BondIt Media Capital și a avut premiera la 20 august 2020 la Festivalul Internațional de Film de la Montreal Fantasia. Coloana sonoră a fost compusă de Christopher Drake. 

A fost lansat în streaming la 5 februarie 2021 de MUBI.

## Rezumat
Filmul are loc în Anglia în 1665-1666, în timpul unei epidemii de ciumă. O femeie pe nume Grace este arestată sub suspiciunea de vrăjitorie și este torturată. În cursul anchetei, ceva diabolic pătrunde într-adevăr în creierul ei...

## Distribuție
Au interpretat actorii:
- Charlotte Kirk- Grace
- Sean Pertwee- Moorcroft
- Steven Waddington- Pendleton
- Joe Anderson- Joseph
- Rick Warden- Rev Malcolm
- Mark Ryan- Peck
- Bill Fellows- Sutter
- Suzanne Magowan- Ursula
- Leon Ockenden- Morton
- Sarah Lambie- Kate
- Emma Campbell-Jones- Jane
- Ian Whyte- The Devil
- Maximilian Slash Marton- The Stable Boy

## Producție și primire
Filmările au avut loc la Budapesta, Ungaria. Atât scenele interioare, cât și cele exterioare au fost filmate la Fot Studios, Ungaria pe platouri construite și proiectate de Ian Bailie.